# Gudmont-Villiers
Gudmont-Villiers è un comune francese di 354 abitanti situato nel dipartimento dell'Alta Marna nella regione del Grand Est.

## Società

### Evoluzione demografica
Abitanti censiti